# Arthur-Bretschneider-Park

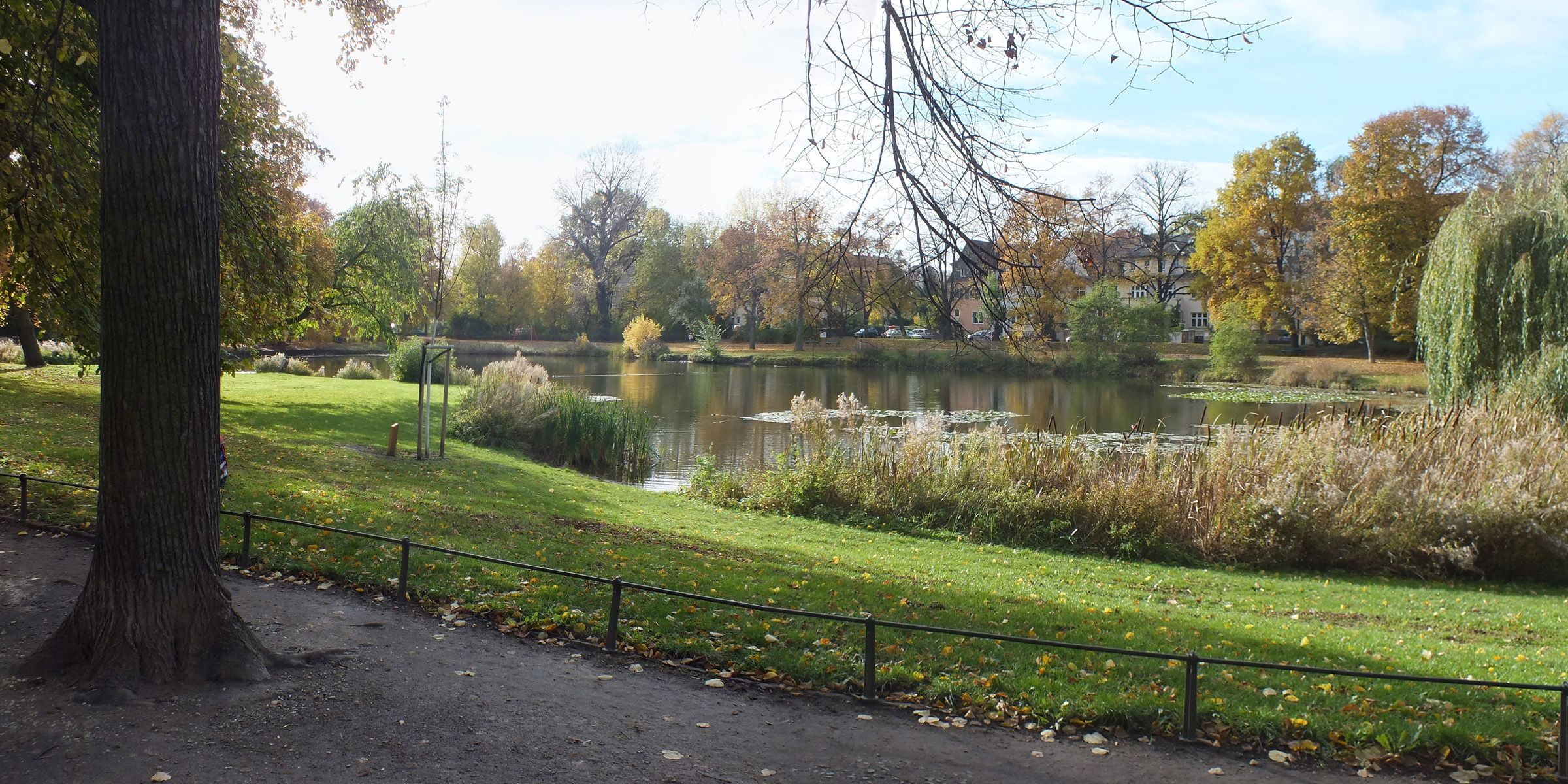
Im Arthur-Bretschneider-Park (2016)

Der Arthur-Bretschneider-Park (auch Eutritzscher Park) ist eine Parkanlage im Leipziger Stadtteil Eutritzsch im Stadtbezirk Nord.

## Lage und Gestaltung
Der Arthur-Bretschneider-Park liegt an der Westgrenze des Stadtteils Eutritzsch zum Stadtteil Gohlis. Er erstreckt sich in Nord-Süd-Richtung über 600 m Länge sowie 115 bis 190 m Breite und besitzt eine Fläche von 8,2 Hektar. Er wird umschlossen von der Baaderstraße und dem Grünen Weg im Norden, der Nördlichen Rietzschke und der Geibelstraße im Osten, der Coppistraße im Süden sowie der Kleiststraße im Westen. Die hindurchführende Gottschallstraße teilt ihn in einen größeren Nord- und einen kleineren Südteil.
Im Südteil liegt der 6460 m² große, Seerosen tragende Parkteich, in dem auch geangelt wird. Im Park finden sich singulär oder in Alleen Bäume aus der Zeit der Anlage des Parks. Im Park gibt es drei Kinderspielplätze, den Platz „Drei Bären“ mit entsprechenden Figuren, den „Elefantenplatz“ mit Elefantenrutsche, Stehkarussell und Wippe sowie den „Kletterplatz“ mit der Spinne als großes Klettergerüst. Im Norden des Parks schließt sich ein Wiesengelände an, das zur Parkbühne GeyserHaus und zur Schwimmhalle Nord überleitet.
Der Park gehört zum Landschaftsschutzgebiet „Nördliche Rietzschke“.

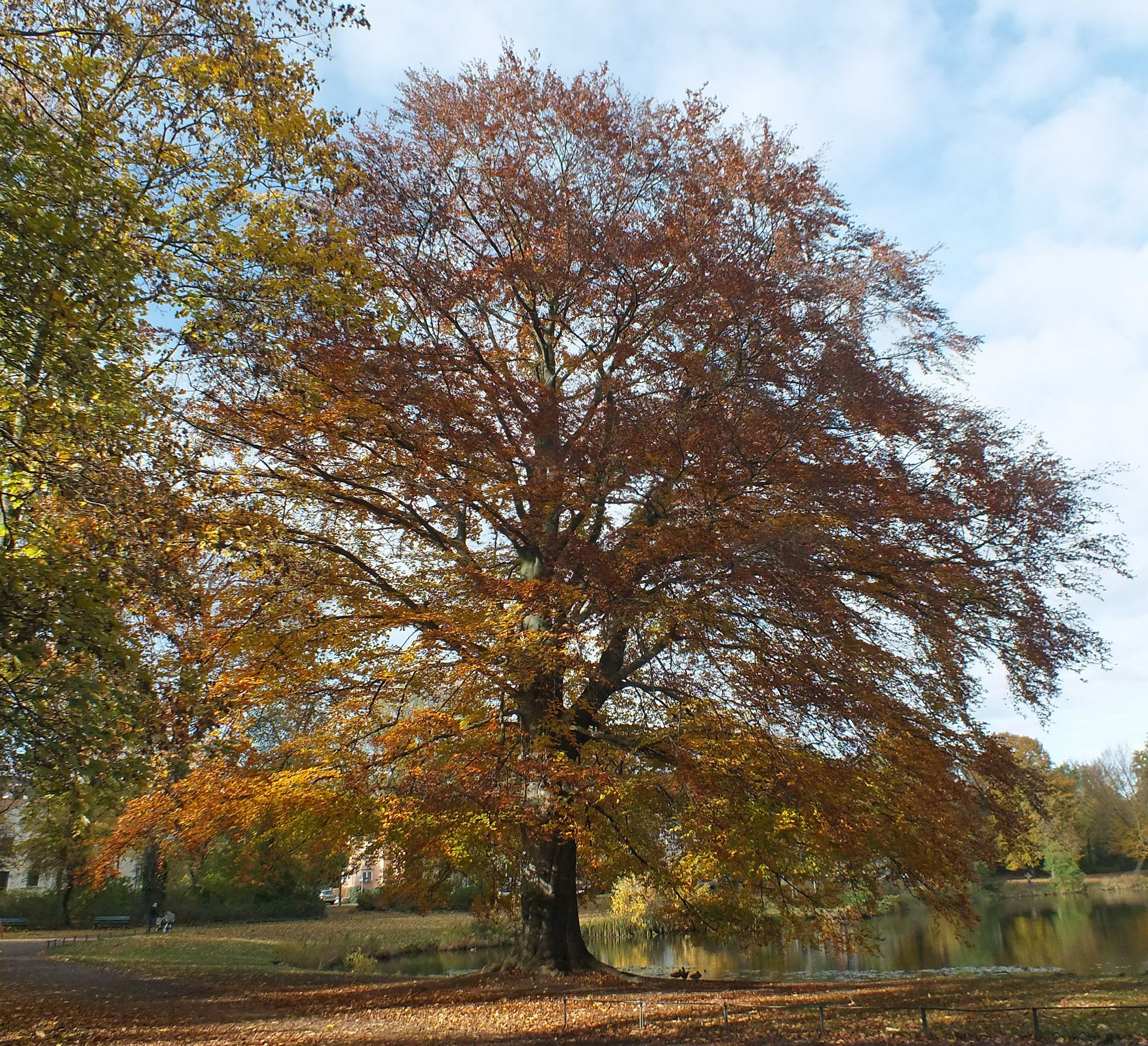
Rotbuche von 1920
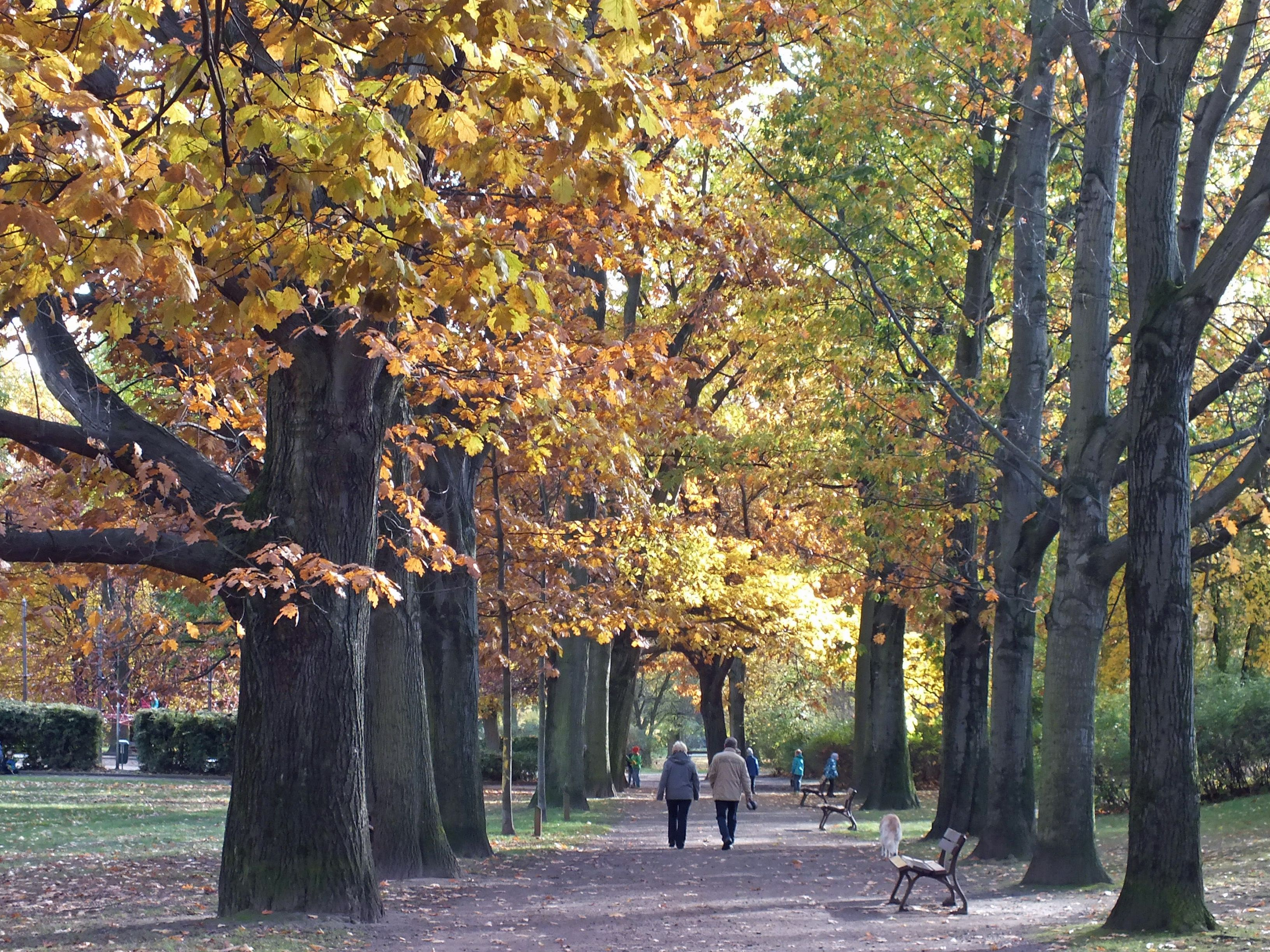
100-jährige Roteichenallee
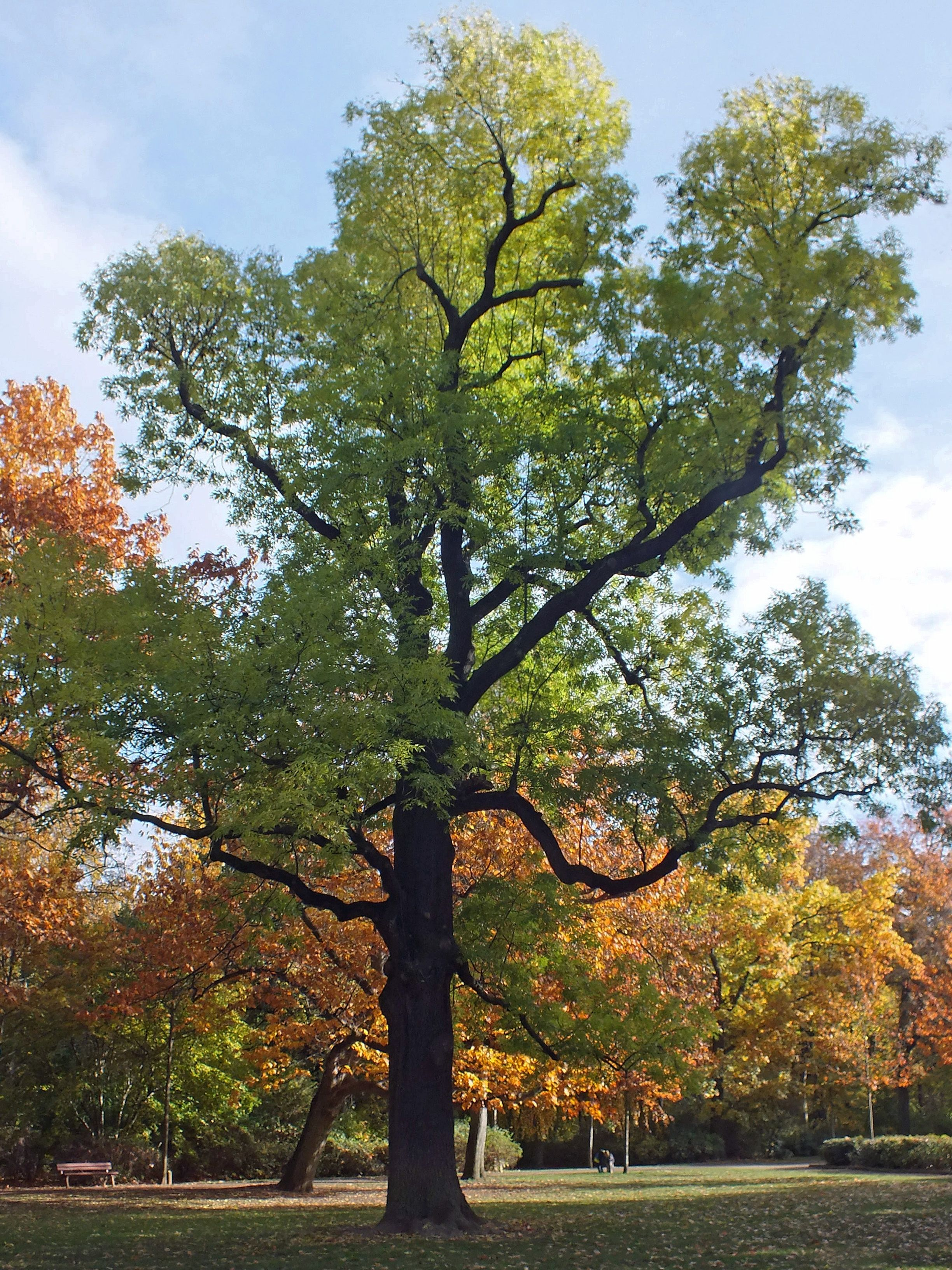
Esche von 1910
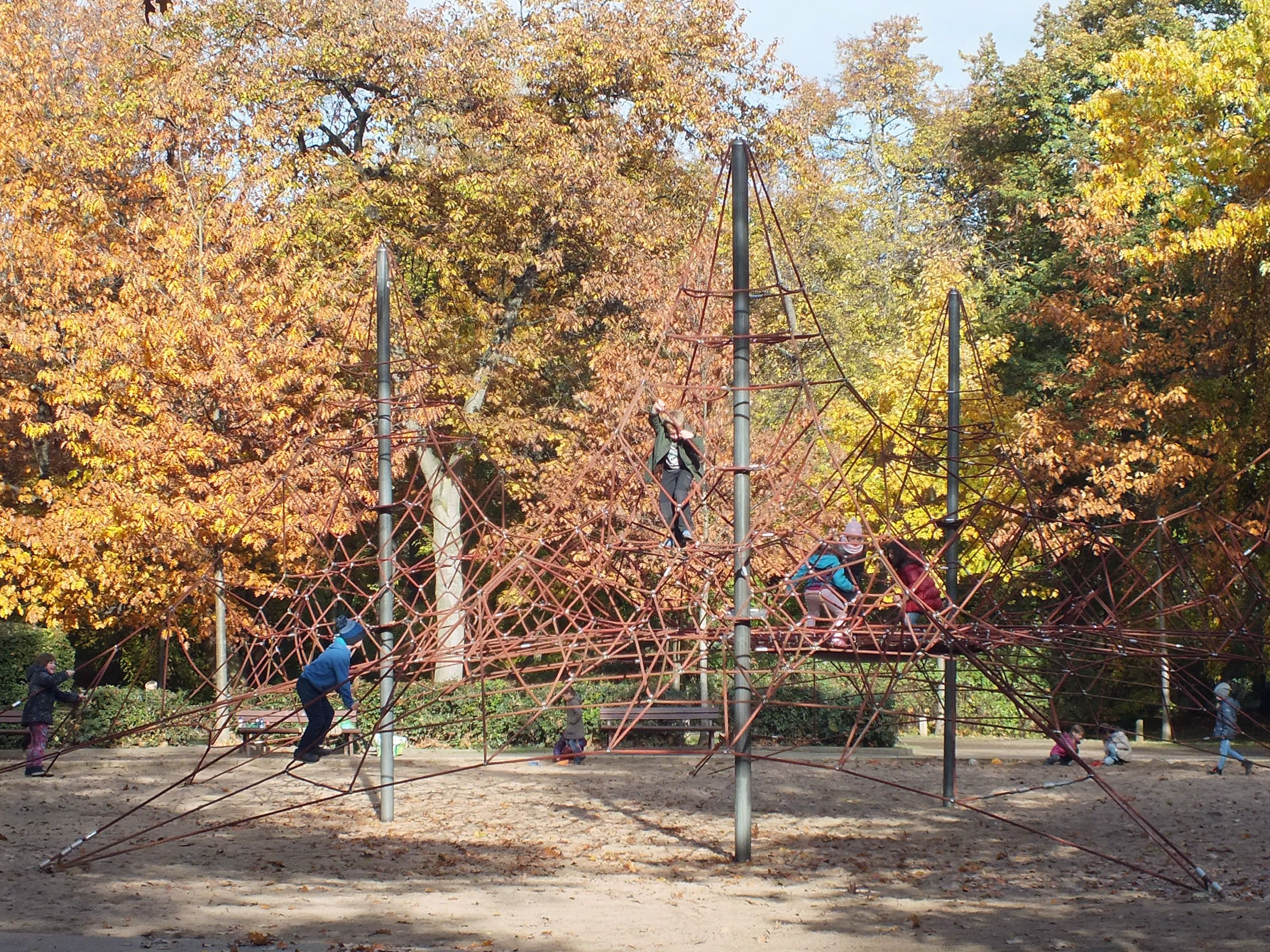
Klettergerüst „Spinne“
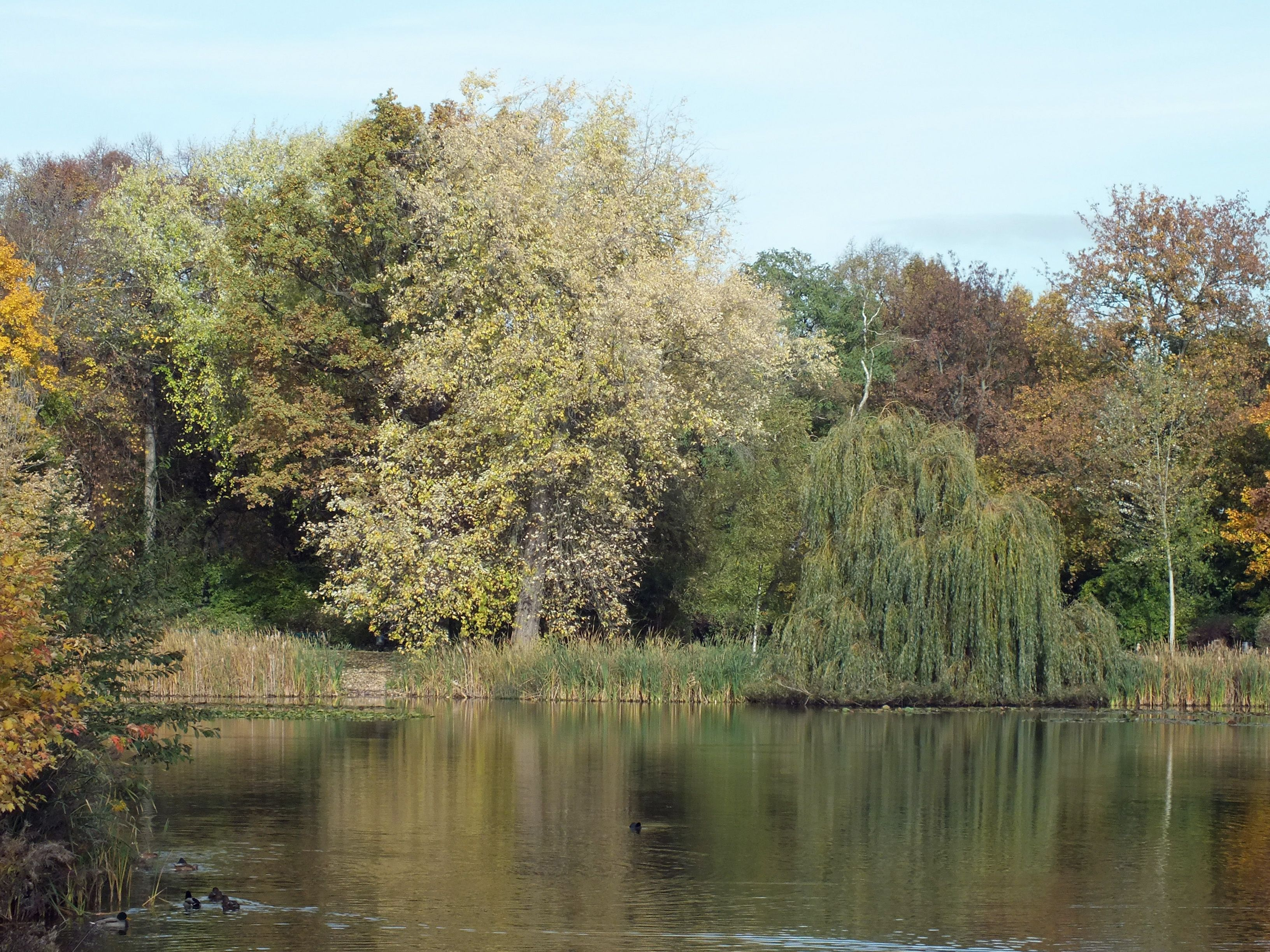
Nordufer des Parkteichs
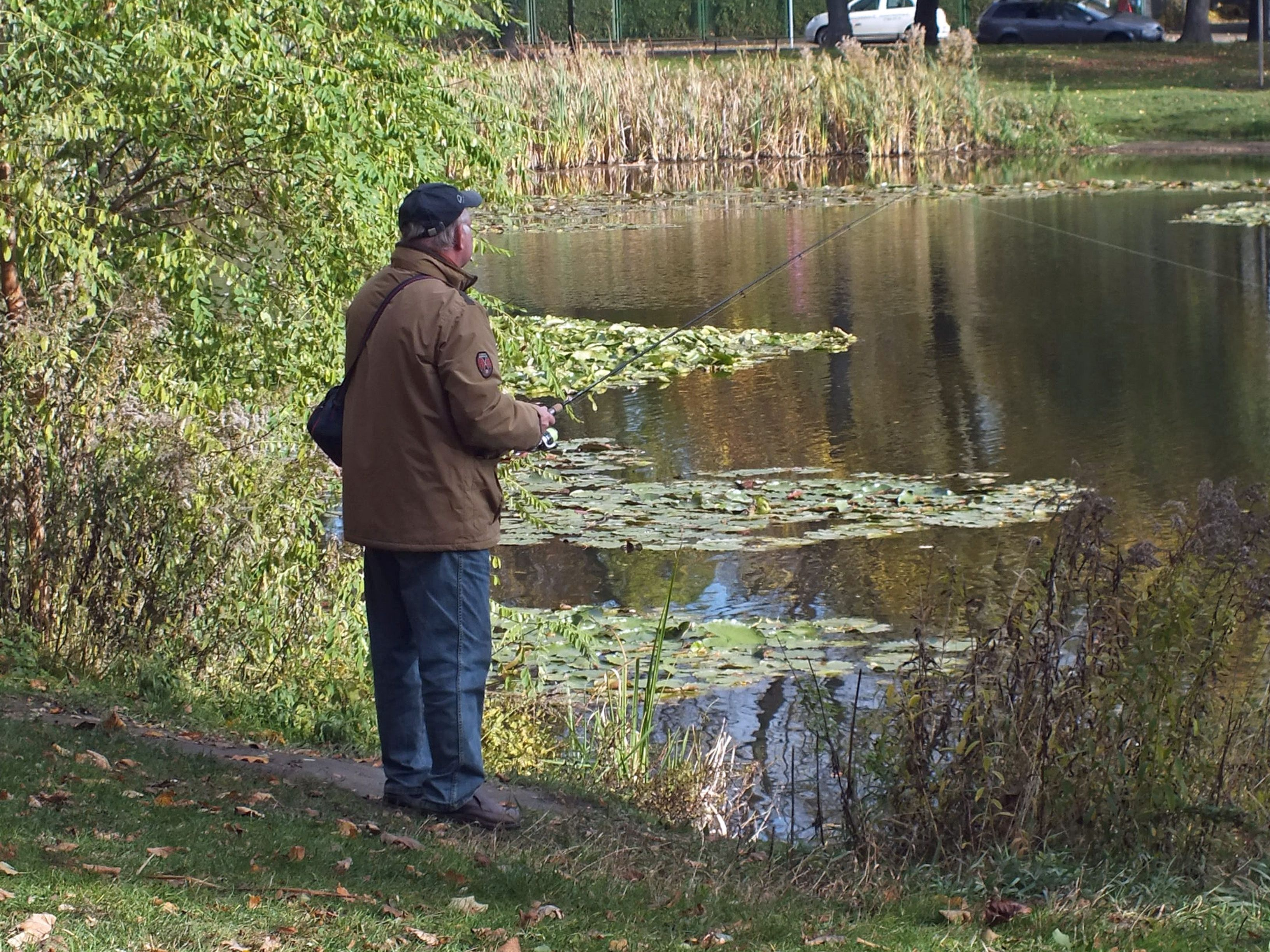
Angler (alle Bilder 2016)

## Geschichte
Durch das starke Anwachsen der Stadt gegen Ende des 19. Jahrhunderts war dringender Bedarf an Naherholungsmöglichkeiten entstanden. 1898 legte der damalige Ratsgärtner und spätere Gartendirektor der Stadt Otto Wittenberg (1834–1918) den Plan für einen Park in der Aue der Nördlichen Rietzschke vor, einem Gebiet, dessen Grund nicht für Bebauung mit Wohnhäusern geeignet war. Bis 1904 war der südliche Parkteil mit dem Teich vollendet. Der Teich war der Bevölkerung besonders wegen des winterlichen Eislaufs wichtig. Für den Teich wurde die Nördliche Rietzschke verlegt und wegen der Geruchsbelästigung (!) überwölbt.
Bis 1910 hatten sich die Ansichten der Parknutzung insbesondere für Sport und Spiel geändert, sodass der nördliche Parkteil neu geplant wurde. Diese Aufgabe übertrug Wittenbergs Nachfolger Carl Hampel (1849–1930) seinem Mitarbeiter Nikolaus Molzen (1881–1954). 1913/14 wurde dieser Parkteil vollendet. Das Wegesystem und eine Reihe von Bäumen aus dieser Zeit sind bis heute erhalten.

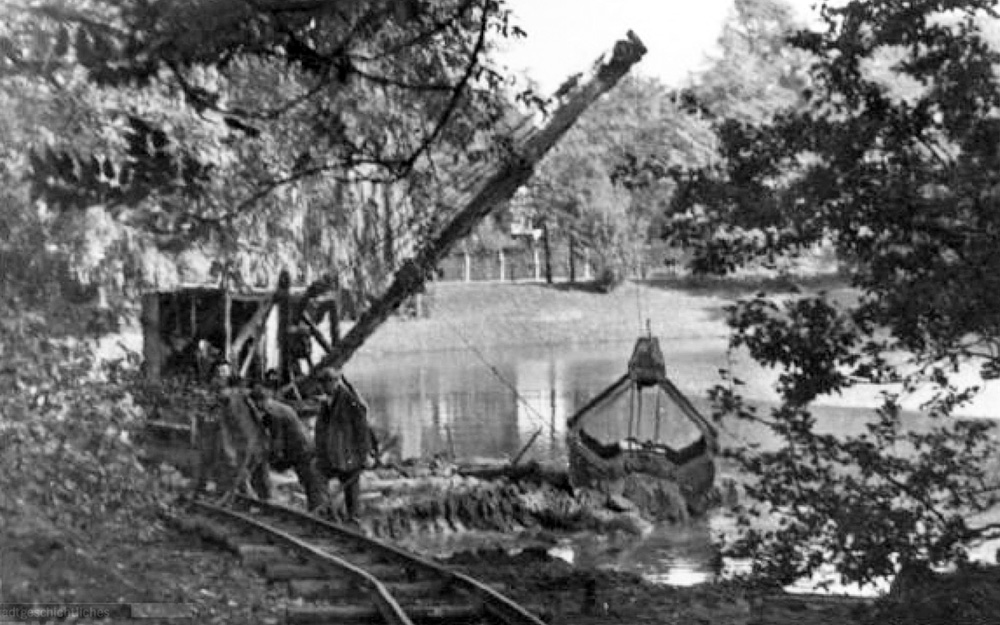
Bei der Vertiefung des Teichs 1937

Mehrfach Schwierigkeiten bereitete der Parkteich. Im Dezember 1899 war der Teich mit Wasser gefüllt, und im Sommer 1900 war er wieder leer. Als Ursache wurde die Störung der Grundwasserführung durch die Verlegung der Rietzschke ausgemacht. Durch Abdichtung der Sohle mittels Ton- und Lehmeinschlämmungen wurde dem Übel begegnet. 1937 war der Teich soweit verlandet, dass er entschlammt werden musste; 1,5 m wurde er vertieft.
1949 wurde der Eutritzscher Park nach dem im gleichen Jahr verstorbenen liberalen Politiker und sächsischen Landtagsabgeordneten Arthur Bretschneider benannt. Bemühungen nach 1990, den Park wieder nach dem Stadtteil zu benennen, wurden inzwischen aufgegeben und von der Stadt der Name Arthur-Bretschneider-Park weiterhin benutzt.
Unter Verwendung des dort abgelagerten Aushubs des Parkteiches wurde von 1962 bis 1964 am Nordrand des Parks eine Freilichtbühne errichtet, heute Parkbühne Geyserhaus. In ihrer Nähe wurde 1969 die Volksschwimmhalle Nord übergeben, heute Schwimmhalle Nord.